# Alsógagy
Alsógagy (Alsógagy [ˈɒlʃoːɡɒɟ]) est une localité hongroise située dans le comitat de Borsod-Abaúj-Zemplén.

## Nom et attributs

### Toponymie
Le nom d'Alsógagy provient probablement d'un ancien propriétaire terrien, bien que son origine exacte reste incertaine. Selon les usages de la toponymie hongroise, le préfixe alsó- (« inférieur ») indique que la localité est située plus au sud ou en aval d'un cours d'eau par rapport à une autre localité, ici Felsőgagy (« supérieur »).

## Histoire
La première mention écrite de Gagy remonte à 1256, dans une description des possessions du couvent prémontré de Jászó. À partir de 1327, les archives différencient Felsőgagy et Alsógagy, bien que leur histoire reste souvent commune. La localité appartient alors à la famille Gagyi, issue du clan Aba, qui conserve la possession du village durant tout le Moyen Âge. En 1387, Alsógagy est mentionnée comme lieu de marché, avec un marché hebdomadaire organisé le mercredi. En 1427, elle compte 29 foyers paysans, tandis que Felsőgagy en recense 30.
La famille Gagyi joue un rôle actif dans la vie publique du comitat d'Abaúj. En 1472, alors que le roi Matthias Corvin cherche à redistribuer des terres, les descendants Gagyi parviennent à conserver leurs domaines, malgré des tentatives d'appropriation par des dignitaires royaux.
Durant la période ottomane, Alsógagy reste un village distinct, bien que ses propriétaires changent fréquemment. En 1535, la branche principale de la famille Gagyi s'éteint, et le roi attribue une partie des terres à Bálint Szepsi, prévôt d'Eger. Par mariage et héritage, le domaine passe ensuite aux familles Fülpesi et Báthory, mais la co-propriété (conpessesoratus) entre plusieurs familles nobles est une caractéristique persistante de la région.
Les guerres et invasions des XVIe et XVIIe siècles marquent fortement Alsógagy. En 1567, une expédition ottomane dévaste le village, qui mettra plusieurs années à se relever. En 1599, des troupes tatares le détruisent de nouveau, et les habitants, ruinés, ne peuvent pas payer d'impôts. Au XVIIe siècle, Alsógagy tombe sous domination turque et doit verser des taxes à l'Empire ottoman, notamment à l'aga d'Eger. En 1640, une nouvelle attaque ottomane incendie l'église et cause des pertes humaines importantes.
Au XVIIIe siècle, la localité connaît un fort déclin. En 1715, un recensement la qualifie de village abandonné (puszta). En 1730, le géographe Mátyás Bél la mentionne toujours comme une localité désertée, bien que des terres agricoles continuent d'être exploitées. La recolonisation progressive commence à la fin du siècle, et en 1785, 352 habitants sont recensés.
Durant le XIXe siècle, Alsógagy reste une petite localité de 300 à 400 habitants, vivant principalement de l'agriculture. La commune appartient alors principalement à la famille Fáy. L'agriculture s'intensifie avec l'extension des terres cultivées, tandis que l'élevage et le commerce agricole prennent de l'importance. Une coopérative d'éleveurs est fondée en 1912, suivie d'une coopérative de consommation et de vente pour améliorer l'approvisionnement des habitants.

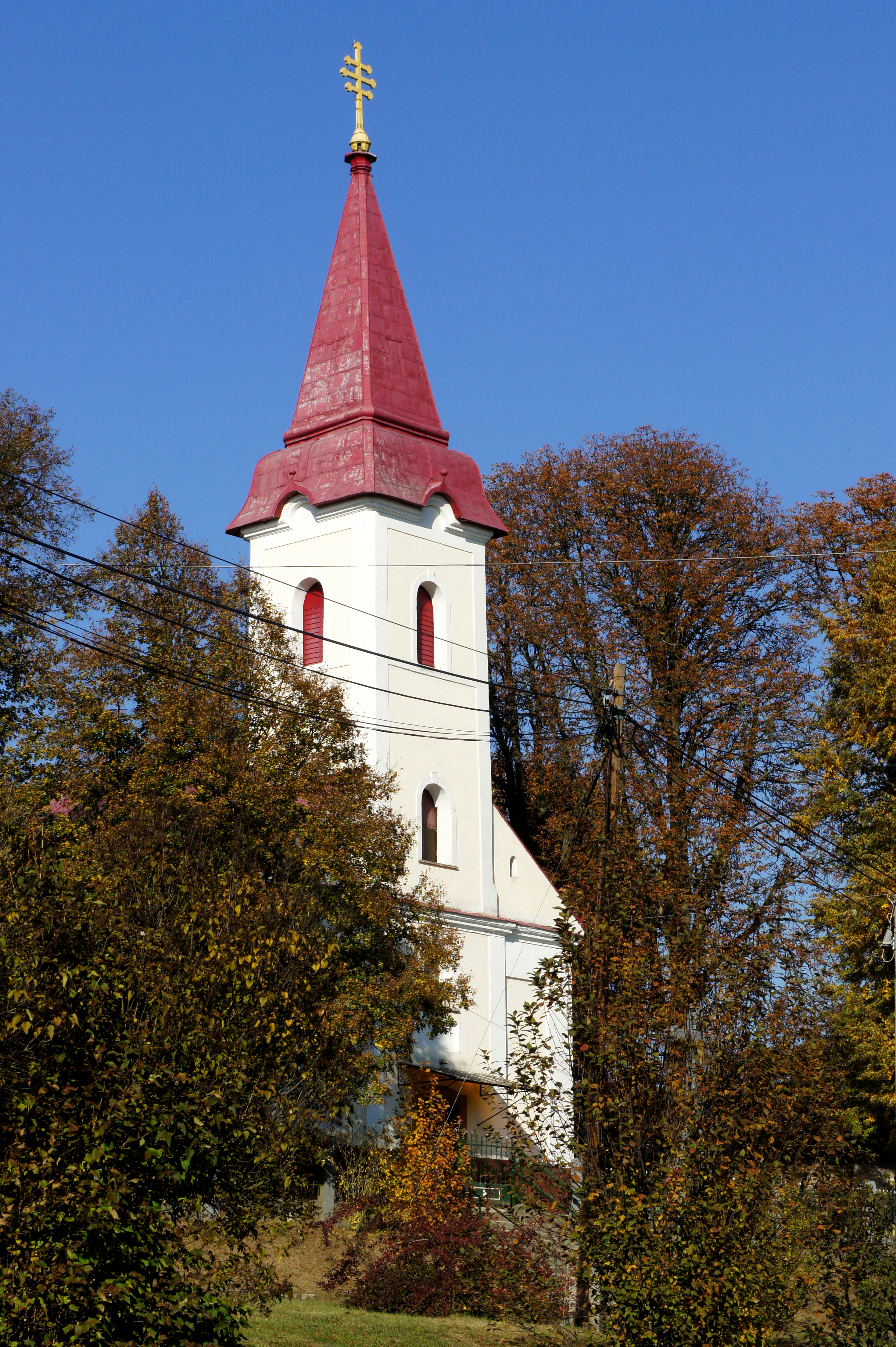
Église grecque-catholique.

Le XXe siècle est marqué par la Première Guerre mondiale, au cours de laquelle plusieurs habitants périssent. Après le traité de Trianon, Alsógagy est rattachée au district d'Encs. L'entre-deux-guerres est marqué par l'émigration et une stagnation démographique. En 1941, la population atteint 368 habitants, majoritairement grecs-catholiques.
Pendant la Seconde Guerre mondiale, plusieurs habitants sont enrôlés et tués au combat. La communauté juive locale, notamment la famille Grünberger, est déportée et exterminée. Le 16 décembre 1944, le village est libéré.
Durant la période communiste, la collectivisation bouleverse la vie agricole. En 1960, un kolkhoze (téesz) est créé avec l'adhésion de tous les habitants, et en 1967, il fusionne avec celui de Gagyapáti. Des infrastructures modernes sont développées : électrification, construction de trottoirs et d'un centre culturel. L'école locale décline progressivement avec la création d'un établissement intercommunal à Baktakék.
Avec les réformes administratives, Alsógagy est intégrée à plusieurs structures intercommunales successives, avant de retrouver son autonomie en 1991. Toutefois, la dépopulation s'accélère après la transition démocratique. En 1990, la localité compte 146 habitants, un nombre qui chute à 100 en 2011 et 73 en 2020.
Le recensement de 2011 montre une population exclusivement hongroise (100 %), avec 60,5 % de catholiques romains, 26,7 % de réformés et 4,7 % de grecs-catholiques. Cela marque un changement par rapport aux siècles précédents, où la communauté grecque-catholique était dominante.

## Population

### Minorités culturelles et religieuses
En 2001, la population d'Alsógagy était composée à 87,5 % de Hongrois et à 12,5 % de Roms.
Lors du recensement de 2011, la totalité des habitants s'est déclarée hongroise, avec 1,2 % s'identifiant également comme grecque (des identités multiples étant possibles). Concernant l'appartenance religieuse, 60,5 % étaient catholiques romains, 26,7 % réformés, 4,7 % grecs-catholiques et 5,8 % sans affiliation religieuse. La population était alors marquée par un vieillissement et un taux de chômage élevé parmi les actifs.
En 2022, 91 % des habitants se déclaraient Hongrois, 2,2 % Roms et 1,1 % Ukrainiens, tandis que 9 % ne se sont pas prononcés. La répartition religieuse montre une diminution des catholiques romains (21,3 %) et des réformés (15,7 %), tandis que les grecs-catholiques deviennent majoritaires (32,6 %). On compte également 3,4 % de luthériens et 2,2 % de personnes sans affiliation religieuse, avec 24,7 % de non-réponses.

## Équipements

### Éducation
Les enfants fréquentent l'école maternelle à Baktakék et l'école primaire à Encs. L'administration communale est rattachée au bureau municipal de Szalaszend. 

### Santé et sécurité
Les soins médicaux sont répartis entre les localités voisines : Felsőgagy pour la médecine générale, Baktakék pour les soins dentaires, et Encs pour les consultations pédiatriques et spécialisées. L'hôpital le plus proche se trouve à Szikszó.

### Réseaux extra-urbains
Alsógagy est située au cœur du Cserehát, à 12 km au nord-ouest d'Encs et à 40 km au nord-est de Miskolc, le long de la route 2624. À proximité du point kilométrique 18+150, une route secondaire (26 144), longue de 2 km, mène exclusivement au village de Gagyapáti. La limite occidentale de la localité est également touchée par la route 2623. Les villages voisins sont Baktakék et Felsőgagy, tous deux situés à 4 km.
La gare la plus proche est celle de Forró-Encs, située à 18 km.

## Patrimoine urbain
L'église grecque-catholique d'Alsógagy, construite au XVIIIe siècle, est de style baroque. Elle a été restaurée en 1927.